# Jean-Paul Mozat
Jean-Paul Mozat, né le 14 décembre 1891 à Clermont-Ferrand, mort le 9 janvier 1966 à Jumeaux, est un général de division français,.

## Biographie
Jean-Paul Mozat est né le 14 décembre 1891 à Clermont-Ferrand. Il est le fils du général de brigade François Mozat (1855-1928) et de d'Antoinette Lamure. Il épouse Simonne Alida Jubelin (1903-1995) le 18 octobre 1921 à  Paris XVIe. Il meurt à le 9 janvier 1966 à Jumeaux.

## Carrière militaire
Il est élève de l'École spéciale militaire de Saint-Cyr (Cavalerie, 97e promotion, 1912-1914, Montmirail). Il rejoint les Forces françaises libres à Londres en 1943. Il sert dans la 5 e DB comme commandeur de la brigade de char avant de prendre la direction de la division entière en 1947 et 1948.

## Décorations
- Grand officier de la Légion d'honneur (30 décembre 1949)[3],[5].
- Croix de guerre 1914–1918
- Croix de guerre 1939–1945
- Croix de guerre des Théâtres d'opérations extérieurs